# Чоловік у відпустці
«Чоловік у відпустці» («Il marito in vacanza») — італійська еротична комедія 1981 року, знята режисером Мауріціо Лучіді, з Ренцо Монтаньяні і Ліллі Караті у головних ролях.

## Сюжет
Президент профспілки вчителів професор Еспозіто вирушає на виборну конференцію у чудовому настрої. На нього чекають кілька днів далеко від дружини, а також, все віщує для нього успішний результат виборів. Так що, Еспозіто збирається добре відпочити і, бажано, не на самоті. Однак усі плани йому плутає прибуття на конференцію чарівної Лючії Коррадіні, до якої вирішила позалицятися вся чоловіча частина делегатів. Як голова Еспозіто не мав права залишитися осторонь. У якийсь момент йому навіть стало здаватися, що він досягне успіху у справі спокушання красуні, але власний велелюбний секретар Вінічо, що теж залицяється до гарної покоївки готелю, постійно опиняється у нього на шляху. А потім до готелю прибуває брат-близнюк професора, кардинал Пеппіно. І все остаточно заплутується.

## У ролях
- Ренцо Монтаньяні: Антоніо Еспозіто/кардинал Пеппіно
- Ліллі Караті: Луїза Коррадіні
- Бомболо: Агеноре, кухар
- Енцо Каннавале: двірник Вінічо
- Анджело Пеллегріно: професор Ліберті
- Марчелла Петреллі: Анджела
- Чинція де Понті: дружина Ліберті
- Паоло Бароні: семінарист

## Знімальна група
- Режисер: Мауріціо Лучіді
- Сценарій: Франческо Міліціа
- Продюсер: Енцо Лакеза, Романо Скандар'ято
- Оператор: Кріштіану Погані
- Композитор: П'єро Умільяні
- Монтаж: Алессандро Лучіді
- Костюми: Джорджо Дезідері